# Contactos exteriores del antiguo Egipto
La siguiente es una crónica de los contactos extranjeros predinásticos y del antiguo Egipto hasta el año 343 a. C.

## Nabta Playa prehistórica (c. 7500 a.C.)
A finales del sexto milenio a. C., los egipcios prehistóricos habían importado cabras y ovejas del suroeste de Asia en Nabta Playa, una gran cuenca situada en el desierto de Nubia, a unos ochocientos kilómetros al sur de El Cairo.

## Predinástico Badari (c. 4500-4000 a.C.)
Los artefactos extranjeros que datan del quinto milenio a. C. en la cultura badariana de Egipto indican el contacto con la lejana Siria y Uruk.

## Naqada, Gerzeh y Maadi predinásticos (c. 4400-3100 a.C.)

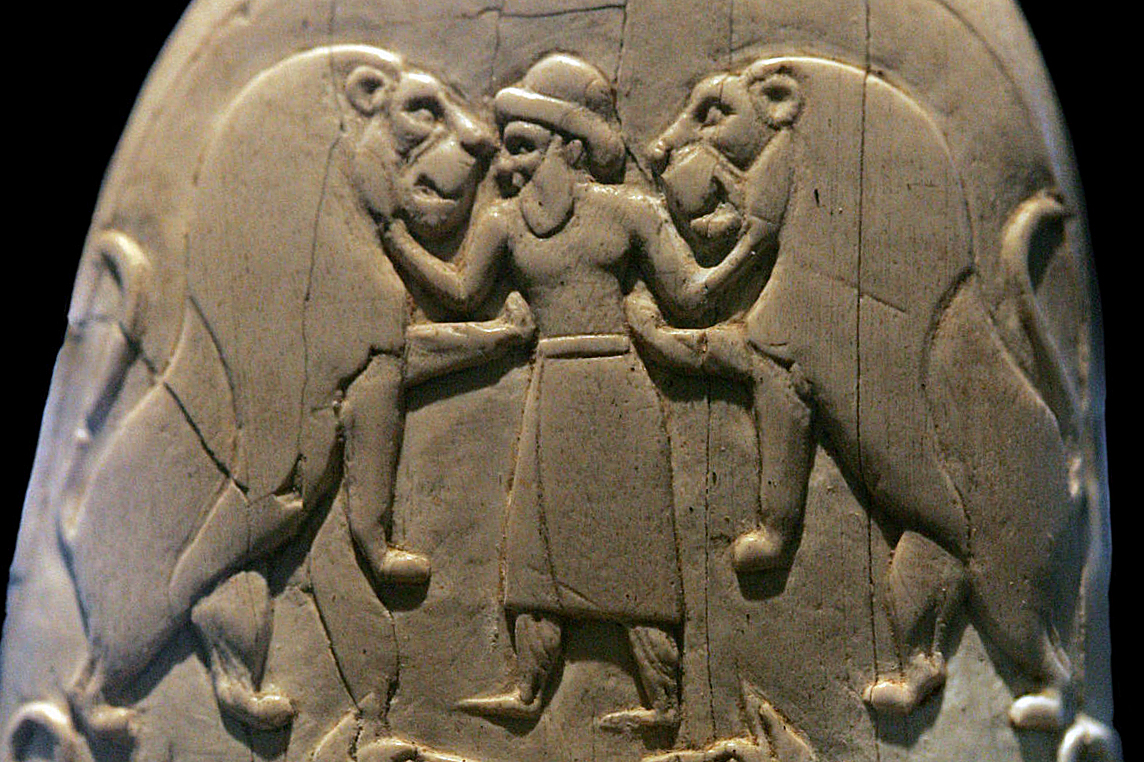
Rey mesopotámico como Maestro de animales en el Cuchillo de Gebel el-Arak, fechado alrededor del 3300-3200 a.C., Abydos, Egipto. Museo del Louvre, referencia E 11517. Esta obra de arte muestra la influencia de Mesopotamia en Egipto en una fecha temprana, y el estado de la iconografía real mesopotámica durante el Período de Uruk.

Los egipcios predinásticos del periodo Naqada I comerciaban con Nubia al sur, los oasis del desierto occidental al oeste y las culturas del Mediterráneo oriental al este. También importaron obsidiana de Etiopía para dar forma a cuchillas y otros objetos. Las muestras de carbón vegetal encontradas en las tumbas de Nekhen, que fueron datadas en los periodos Naqada I y II, han sido identificadas como cedro del Líbano.
La evidencia de contactos con Naqadan incluye cerámica y otros artefactos del Levante que han sido encontrados en el antiguo Egipto. Los artefactos egipcios que datan de esta época han sido encontrados en Canaán y otras regiones del Cercano Oriente, incluyendo Tell Brak y Uruk y Susa en la Mesopotamia.
El comercio del lapislázuli, en forma de cuentas, desde su única fuente prehistórica conocida -Badakshan, en el noreste de Afganistán- llegó hasta la antigua Gerzeh.
En la primera mitad del cuarto milenio a. C., los egipcios predinásticos de Maadi importaban cerámica de Canaán.

## Dinástica temprana (c. 3100-2575 a.C.)
La evidencia de los contactos de la Dinástica Temprana son básicamente una continuación de la predinástica anterior con más extensiones hacia Sudán. También hay algunos indicios de contacto con el Egeo y Creta en este periodo, pero esta evidencia es débil. Narmer hizo producir cerámica egipcia en el sur de Canaán - con su nombre estampado en los recipientes - y luego la exportó de vuelta a Egipto. Los sitios de producción incluyeron Arad, En Besor, Rafiah y Tel Erani. Una colonia egipcia que estaba estacionada en el sur de Canaán data de esta misma época. Se ha encontrado cerámica egipcia de la primera dinastía en el sur de Canaán, algunas con el nombre de Narmer.
Otros reflejos del contacto con el Cercano Oriente particularmente incluyen un diseño de un cuchillo de pedernal.

## Antiguo Reino (antes del c. 2134 a.C.)
Las pruebas del comercio del Viejo Reino (mapa externo aquí) se extienden hacia el sur hasta Nubia (en el Sudán y Etiopía modernos) y Punt (probablemente la moderna Etiopía/Eritrea o las tierras fronterizas eritreas-sudanesas, posiblemente Somalia), hacia el este hasta el Cercano Oriente (Biblos y Ebla, Siria), hacia el norte hasta el Egeo y las islas griegas, y hacia el oeste con Libia.
La ruta comercial de Darb el-Arbain, que pasa por Kharga en el sur y Asyut en el norte, se utilizó desde el Antiguo Reino para el transporte y el comercio de oro, marfil, especias, trigo, animales y plantas.Jobbins, Jenny.  "The 40 days' nightmare," in Al-Ahram, 13–19 November 2003, Issue No. 664.  Published in Cairo, Egypt.

## Reino Medio (antes de c. 1648 AC)
La evidencia de los contactos del Reino Medio (mapa externo aquí) se extiende hacia el sur hasta Nubia, en particular Buhen y Kerma Los nubios también vivieron en el antiguo Egipto en este período.
Los contactos hacia el este están representados por objetos y obras de motivos del antiguo Egipto encontrados en el Cercano Oriente, incluyendo la moderna Anatolia y Biblos y las antiguas regiones alrededor de Canaán y Siria. Algunos reyes de Biblos han sido encontrados enterrados con objetos egipcios.
Hacia el oeste, la evidencia de contacto con Libia se limita generalmente a las expediciones militares.
Hacia el norte, las pruebas de contacto con el  Egeo incluyen reliquias minoicas encontradas en Egipto.

## Nuevo Reino (antes de c. 1070 a.C.)

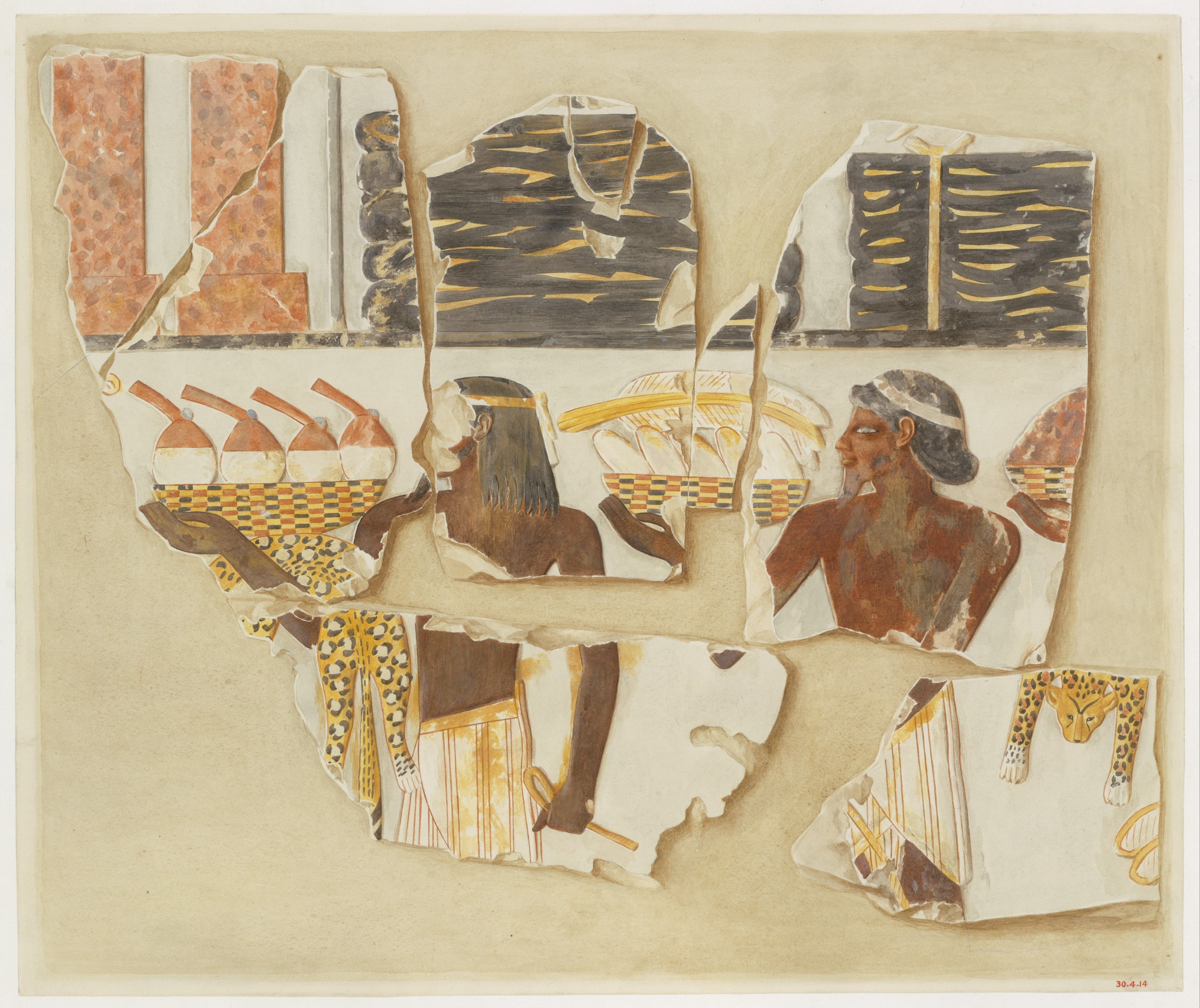
Asiáticos trayendo regalos de Oriente, Tumba de Puyemre, Reino Nuevo.

Los contactos del Nuevo Reino, en todas partes excepto en Grecia, parecen haber estado dominados por las actividades militares. Fuertes contactos del norte con Creta, Micenas y el helénico en las islas del Egeo parecen haber persistido durante este tiempo. Hacia el sur, Egipto conquistó Nubia.
Hacia el este, los egipcios conquistaron con éxito las antiguas regiones de Palestina y Siria, con la oposición de los mitanitas y los hititas. Aunque el limitado comercio entre las regiones parece haber continuado, culminando en el primer tratado de paz conocido en el mundo, entre Ramsés II y los hititas.
Hacia el oeste, el contacto con Libia se limita, una vez más, a actividades militares.

## Período tardío (antes de c. 343 a.C.)
Los contactos con el extranjero en el período tardío del Antiguo Egipto parecen haber sido meras extensiones de los del Nuevo Reino. Las expediciones militares persisten de nuevo, en todas partes menos en la antigua Grecia. De hecho, en este período hay evidencia de soldados griegos que luchan por los faraones egipcios y del establecimiento de un puesto comercial griego, llamado Naucratis, dentro de Egipto.
Nubia sería dominada por el antiguo Egipto en este período. Eventualmente, sin embargo, por la 25ª dinastía, Nubia conquistó y controló Egipto, solo a sí mismo para ser más tarde derrotados por los asirios. Además, algunos estudiosos creen que los asirios fueron expulsados más tarde por los napatas.
Descrita por Heródoto como un camino "recorrido... en cuarenta días", la ruta comercial de Darb el-Arbain se convirtió en su época en una importante ruta terrestre que facilitaba el comercio entre Nubia y Egipto.
Hacia el este, Egipto obtuvo el control de Chipre pero, a pesar de numerosos intentos, nunca de Palestina.
Una vez más, los contactos libios en esta época se limitan generalmente a actividades militares.